# Иг
Иг — река в России, протекает по территории Шенкурского и Верхнетоемского районов Архангельской области. Устье реки находится в 14 км по левому берегу реки Кодимы. Длина реки — 44 км, площадь водосборного бассейна — 196 км².
Высота устья — 22 м над уровнем моря.

## Данные водного реестра
По данным государственного водного реестра России относится к Двинско-Печорскому бассейновому округу, водохозяйственный участок реки — Северная Двина от впадения реки Вычегда до впадения реки Вага, речной подбассейн реки — Северная Двина ниже места слияния Вычегды и Малой Северной Двины. Речной бассейн реки — Северная Двина.
Код объекта в государственном водном реестре — 03020300112103000027814.